# مقاله‌ای پیرامون ماهیت و اهمیت علم اقتصاد
مقاله‌ای پیرامون ماهیت و اهمیت علم اقتصاد (انگلیسی: An Essay on the Nature and Significance of Economic Science) مقاله‌ای از لیونل رابینز است که با هدف ارائهٔ تعریفی دقیق تر از اقتصاد به عنوان یک علم، و سایر مفاهیم وابسته به آن نگاشته شده‌است. این مقاله، تحلیلی است که در ارتباط با «راه حل‌های مورد پذیرش مسائل عملی» مبتنی بر بهترین رویه عمل امروزین نوشته شده‌است، و به ویژه به آثار فیلیپ ویکستید، لودویگ فن میزس و دیگر اقتصاددانان از اروپای قاره‌ای می‌پردازد.

## اثر
مقالهٔ روبینز، یکی از پر استنادترین آثار در زمینهٔ روش‌شناسی و فلسفه علم اقتصاد برای سال‌های ۱۹۳۲–۱۹۶۰ است. مفاهیم بکار رفته در آن به صورت گسترده در راستای اقتصاد به عنوان یک علم و از دیدگاه سیاست اقتصادی شناخته می‌شود.